# Ischnothyreus vestigator
Ischnothyreus vestigator là một loài nhện trong họ Oonopidae.
Loài này thuộc chi Ischnothyreus. Ischnothyreus vestigator được Eugène Simon miêu tả năm 1893.